# 小野宏樹
小野 宏樹（おの ひろき、1990年10月21日- ）は、広島テレビのアナウンサー。山口県阿武町出身。

## 略歴
小学生時代はサッカーを、高校時代はバレーをしていた。高校は萩市にある高校に通っていた。
幕末好き。
大学生時代はヤフードームにホークスの観戦によく行っていた。
資格：中学・高校の教員免許（国語）
大学3年生の夏頃から、野球の実況アナウンサーを目指す。夏休みから九州アナウンスセミナーに通う。
2013年4月、広島テレビにアナウンサーとして入社。
2016年、『テレビ派』のロケでインドネシアに行き初の海外旅行。
2016年9月10日、25年振りにリーグ優勝を迎えたカープのビールかけ初インタビュー。
2017年4月2日、ウエスタンリーグ カープ vs ドラゴンズ（由宇球場）でプロ野球実況デビュー

## 現在の出演
- スポーツ中継（プロ野球・高校サッカー）
  - Fun!BASEBALL!! カープ中継 実況もしくはベンチリポート
  - 全日本少年サッカー 広島県大会
  - 全国高校サッカー選手権大会 広島県大会
- テレビ派
  - 街かど伝言板・街かど脳トレ
  - MC森アナウンサーが休みの時に代打MCをすることがある。
  - 金曜MC（2024年10月4日-）
  - 月曜コーナー「ひろしま駅サイト!」（2019年10月7日 - ）リポーター
  - 大型連休、お盆、年末年始、祝日等、時間短縮時のニュースキャスター
- 進め!スポーツ元気丸（2017年4月2日 - ）MC
- てっぺん（2017年4月7日 - ）MC
- Dearボス 〜トップの秘密のぞき見バラエティ〜（2018年10月 - ）ナレーション

## 過去の出演
- テレビ派ランチ
  - 火曜コーナー「ほんまかいの?ホワイト調査隊」
- いとうあさこのドッキリ☆親孝行（2015年2月15日）いとうあさこの秘書 役
- テレビ派
  - 隔週火曜コーナー「ポルノグラフィティ新藤晴一の『ハルイチノオト』」
- 地球マッピング 〜想いをのせた巨大地上絵〜（2015年12月27日 広島テレビ / 2016年1月30日 BS日テレ）携帯電話のGPS機能を使ってランニングアートに挑戦
- 週刊カープ（2017年4月8日 - ）ナレーション
- ピッピと学ぶイキイキ長生き検定PART2（2017年11月18日）MC
- 24時間テレビ41「愛は地球を救う」（2018年8月26日）MC
- カープ新入団会見中継 〜黄金時代を継ぐ若鯉〜（2018年12月10日）MC
- カープ優勝旅行 in ハワイ 〜球団初!3年連続常夏の楽園を大満喫〜（2018年12月14日）MC
- 2019 新春恒例!カープ選手会ゴルフ〜今年で見納め新井さんSP!（2019年1月2日）MC
- WATCH 真相に迫る「I Believe 梵英心の挑戦」（2019年10月26日）ナレーション
- 2020新春恒例! カープ選手会ゴルフ（2020年1月3日、広島テレビ）進行
- グラン・ツール・せとうち しまなみ海道で一句！5・7・5サイクリング（2020年2月8日）進行
- テレビ派特報　台風10号最新情報（2024年8月30日）リポーター

## イベント
- 高校生クイズ 中国大会（2014年）司会